# Faustulus

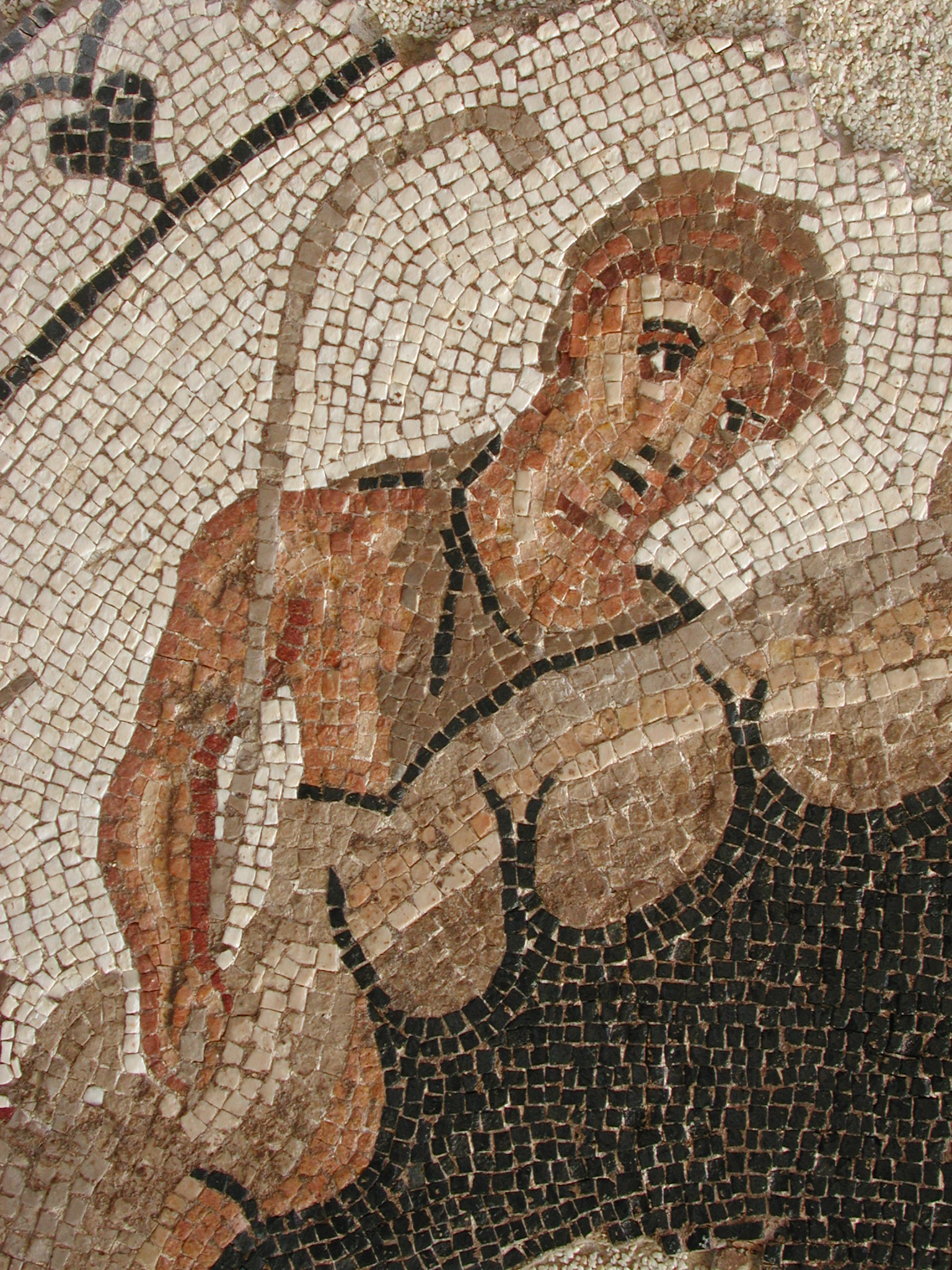
Faustulus representat al Mosaic de Font de Mussa, conservat al Museu de Prehistòria de València.

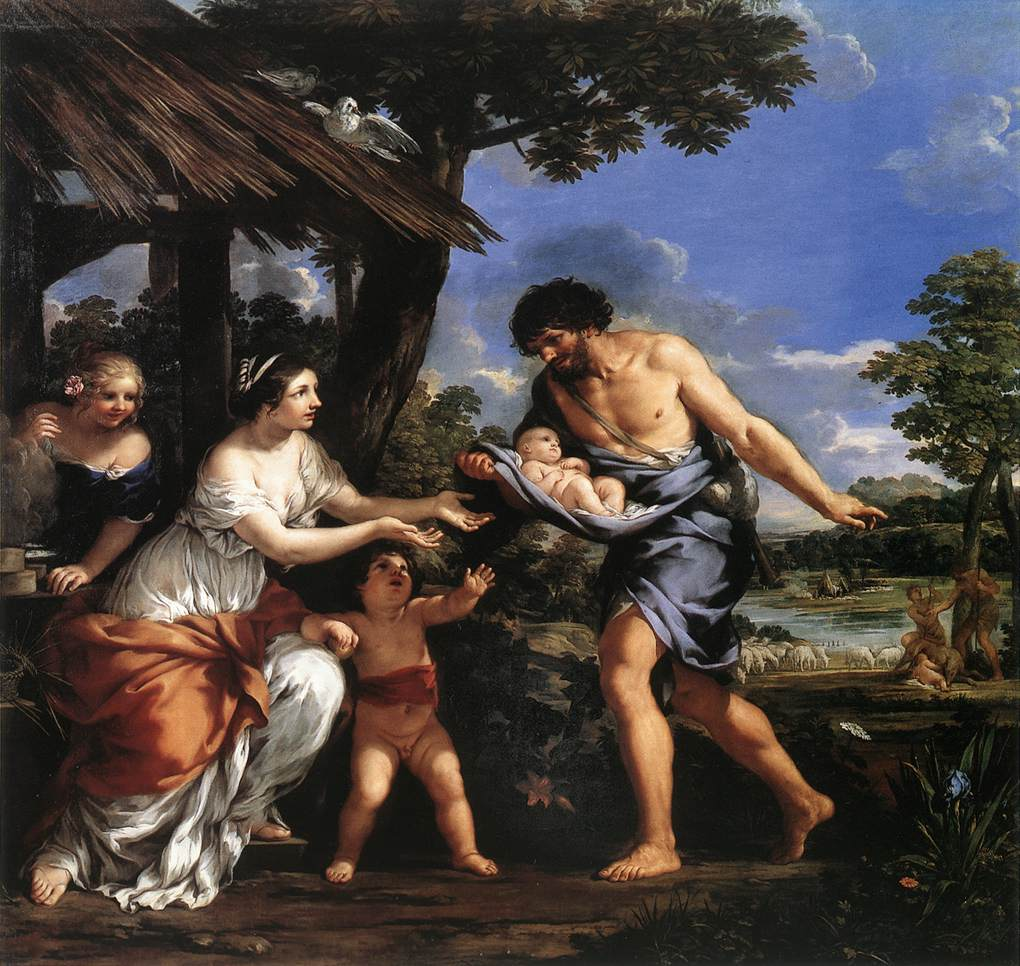
Faustulus portant un dels bessons a la seva dona, pintura de Pietro da Cortona.

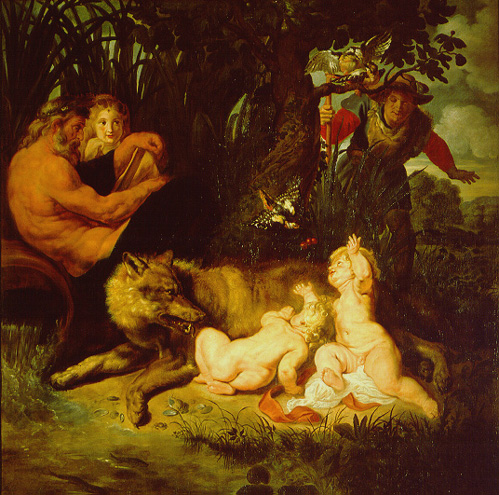
"Faustulus troba la lloba amb els bessons", pintura de Rubens,(Museus Capitolins)

Faustulus és un dels personatges de la mitologia romana. Era un pastor que acostumava a portar un ramat de porcs a pasturar per la vora del riu Tíber en una zona propera al que després seria la ciutat de Roma.

## Llegenda
Segons la tradició romana Faustulus era un porquer al servei d'Amuli, rei d'Alba Longa. Ell fou qui va trobar dos bessons de poca edat abandonats en una cova que estava vigilada per una lloba. Pel que sembla l'animal havia tingut cura dels noiets des de no feia gaire, ja que a la vora va trobar un cistell bastant nou. Quan la lloba va marxar un moment, el pastor va aprofitar per agafar els bessons i els va portar a la seva dona Acca Laurèntia. Tots dos van decidir criar-los com si fossin fills propis i els van posar els noms de Ròmul i Rem.
Els nens es van fer grans vivint a la cabana del pastor i la seva dona, que estava situada a cim del turó Palatí i en arribar a l'edat adulta, en un lloc anomenat Germalus, Faustulus els va revelar el seu origen noble, doncs estava convençut que devien ser fills d'algú important, ja que els déus, probablement Mart, s'havien pres la molèstia d'enviar la lloba perquè els cuidés. Amb el temps el pastor es va assabentar que eren fills de Rea Sílvia, filla de Numítor, el príncep desterrat d'Alba Longa pel seu germà Amuli.
Els germans van matar Amuli i li van retornar el regne al seu avi. Aclamats per la seva audàcia Ròmul i Rem van aplegar una colla de seguidors amb els quals van marxar per fundar una nova ciutat.
Quan amb els anys Faustulus va morir, el van enterrar al Comitium de la nova ciutat, que es va dir Roma.

## Posteritat
Una família romana es vantava de ser descendents de Faustulus i va fer encunyar una moneda amb el nom del pastor. Sext Pompeu Fest diu que es va emetre un denari d'argent, cap al 140 aC, que mostrava per una banda els bessons alletats per la lloba i per l'altre costat Faustulus amb els nens adoptius.